# Federazione di rugby a 15 della Croazia
La Federazione Rugby XV della Croazia (in croato Hrvatski Ragbijaški Savez) è l'organo che governa il rugby a 15 in Croazia. Affiliata all'International Rugby Board, è inclusa fra le nazionali di terzo livello senza esperienze di Coppa del Mondo.